# Open Grave
Open Grave és una pel·lícula de terror post-apocalíptica estatunidenca del 2013 dirigida per Gonzalo López-Gallego, protagonitzada per Sharlto Copley i Thomas Kretschmann, Joseph Morgan, Erin Richards, Josie Ho i Max Wrottesley en papers secundaris. Josie Ho interpreta el personatge d'una muda. Tots els personatges, excepte la muda, pateixen amnèsia i no recorden res de les seves vides. La història els segueix intentant esbrinar les seves identitats i el seu passat mentre evadeixen humans semblants a zombis afectats per un virus de ràbia i també la seva lluita per escapar del bosc on estan atrapats. La pel·lícula va rebre crítiques generalment negatives de la crítica.

## Argument
Un home es desperta en un gran pou ple de cadàvers i no recorda com va arribar-hi. Una dona muda l'ajuda a escapar i ell la segueix fins a una casa amb altres quatre ocupants: un alemany i tres estatunidencs. Com ell, els altres no recorden qui són; només la dona muda, que no entén l'anglès, sembla saber-ne, encara que a poc a poc comencen a recordar certs atributs, com ara una habilitat amb armes o certs idiomes.
Troben carnets d'identificació per a quatre d'ells: l'alemany és Lukas, i els tres americans són Sharon, Nathan i Michael. No es troba cap identificació per a l'home, que rep el nom de John Doe, ni per a la dona muda. Un calendari proper indica que alguna cosa passarà el dia 18, d'aquí dos dies, però no hi ha notes que indiquin què. Explorant l'entorn immediat de la casa, descobreixen cadàvers encadenats als arbres.
John, Sharon, Nathan i Lukas continuen explorant l'endemà al matí. Troben dos cotxes i una foto dels cinc sense John. Lukas ho pren com un senyal que John no és un membre real del seu grup, tot i que John suggereix que va fer la foto ell mateix. Més tard, en John i en Sharon es troben amb un nen amagat en un refugi tancat amb clau. El nen li diu a John el seu nom real, Jonah, però està clarament aterrit d'ell.
Mentrestant, Michael sent crits a la distància i els segueix fins que troba un home malferit atrapat en filferro de pues. Quan Michael intenta ajudar, l'home el mata. Jonah mata l'assassí mentre la dona muda s'acomiada amb llàgrimes de Michael, amb qui va mantenir una relació.
Jonah pateix nombrosos flashbacks violents. Ell i Sharon són perseguits per persones amb destrals, però es salven quan el seu cotxe passa per davant de dos cadàvers penjats dels arbres, un punt més enllà del qual els seus perseguidors no passaran. Nathan troba una dona i el seu fill encadenats a una cabana i s'escapa per poc quan ells i un grup de persones en estat zombi l'ataquen.
Un Lukas cada cop més malalt es troba amb una càmera de vídeo que conté clips de Jonah fent experiments mèdics amb ell i altres persones. En els clips, Jonah explica que la vacuna prevé la propagació d'una infecció, però provoca símptomes com l'amnèsia temporal i un estat semblant a la mort. En Lukas noqueja a Jonah i el llença de nou a la fossa del cos, després ataca la dona muda i la Sharon, que l'expulsa amb una escopeta. La dona muda ajuda a Jonah a escapar de nou, i mentre intenta conduir tan lluny com pot, Jonah es troba amb el nen d'abans i tres més que estan intentant escapar. Abandonen el seu cotxe per un altre. Estan ferms que es diu Jonah i que és un home perillós, abans de marxar. Jonah explora el cotxe abandonat, descobreix una farmaciola, documents dirigits a ell i una foto d'ell i Sharon confirmant que es coneixien anteriorment.
Jonah recorda que ell és el doctor Jonah Cooke i que estava intentant curar una plaga que converteix la gent en ghouls violents i desanimats. Sharon, Lukas i els altres eren el seu equip mèdic. El kit mèdic del cotxe abandonat conté vacunes que Cooke havia intentat enviar a una base militar però que mai van arribar. Uns dies abans, Jonah havia estat atacat per una persona infectada mentre llançava un cadàver a la fossa. Ara infectat, Jonah va administrar la vacuna, va caure en un estat de mort abans de despertar-se. Els altres també van prendre la vacuna per precaució.
Lukas, encara infectat, ataca a Jonah però això abans que Jonah pugui administrar una dosi de la vacuna de la botilla mèdica. A l'alba, mentre Jonah torna a la casa a peu, Nathan i Sharon recuperen completament els seus records. Un gran grup de persones infectades ataquen i, desesperada, la Sharon escriu una carta a Jonah que explica què ha passat i quina és la solució. Ella revela que la dona muda és la clau de la supervivència, ja que és immune al virus que ha acabat amb la majoria de la població mundial.
Quan els helicòpters arriben i maten els infectats que envolten la casa, Nathan recorda que el dia 18 havia de venir un equip de rescat militar. Nathan surt per saludar els rescatadors, però és assassinat mentre Sharon, la dona muda i Jonah miren impotents. L'equip de rescat és ara una missió de recerca i destrucció. Sharon i Jonah fugen, però ella és ferida de mort per una dona infectada. Abans de morir, dona la carta a Jonah, però ell no la llegeix.
En adonar-se que la seva millor oportunitat de sobreviure és que els soldats pensin que està mort, Jonah pren la vacuna i torna a la fossa. Quan ressuscita, la dona muda l'ajuda de nou a sortir del pou. Sense recordar que la carta és de Sharon o important, Jonah la deixa enrere mentre ell i la dona muda se'n van junts.

## Repartiment
- Sharlto Copley com a John Doe/Jonah Cooke, M.D.
- Josie Ho com la muda
- Thomas Kretschmann com a Lukas
- Joseph Morgan com a Nathan
- Erin Richards com a Sharon, M.D.
- Max Wrottesley com a Michael

## Desenvolupament
La pel·lícula està dirigida per Gonzalo López-Gallego.
El rodatge es va produir el maig de 2012 a Hongria. Es va confirmar que Copley protagonitzaria la pel·lícula el 2 de maig de 2012.
Es va confirmar que Josie Ho, Thomas Kretschmann, Joseph Morgan, Erin Richards, i Max Wrottesley s'unien al repartiment el 3 de maig de 2012. El rodatge també va començar aquell dia.

## Recepció
A Rotten Tomatoes la pel·lícula té un índex d'aprovació del 18% basat en les ressenyes de 17 crítics. A Metacritic té una puntuació del 33% basada en les ressenyes de 5 crítics, indicant "crítiques generalment desfavorables".
Frank Scheck de The Hollywood Reporter va escriure: "El guió d'Eddie i Chris Borey no està a l'altura de la sucositat de la premissa original, mancant d'un desenvolupament significatiu del personatge i fent broma de la seva revelació dels seus misteriosos elements de la trama de manera avorrida i lenta."